# Balogh Béla (történész)
Balogh Béla (Nagytarna, 1936. február 16. –) romániai magyar történész.

## Életútja
A szatmári tanítóképző elvégzése után a Bolyai Tudományegyetemen szerzett történelemtanári szakképesítést. 1957-től Lugoson, 1969-től Nagybányán levéltáros az Állami Levéltárban. Szatmári és nagybányai tárgyú iskola- és művelődéstörténeti írásait a Korunk, Művelődés, Könyvtár közölte, a bányászok múltjáról a nagybányai Marmația hasábjain jelentek meg dolgozatai. Társszerzője az Îndrumător în Arhivele Statului județului Maramureș (1974) c. kiadványnak. A Bányavidéki Fáklya, Szatmári Hírlap munkatársa. A nagybányai ötvöscéh XV-XVII. századi történetéről Oszóczki Kálmánnal közösen írt tanulmányát a Kriterion Kiadó Művelődéstörténeti tanulmányok (1979) c. kötete közölte.
2002. április 21-én Misztótfaluban emlékeztek az EMKE helyi szervezetének névadójára, Misztótfalusi Kis Miklósra halálának 300. évfordulója alkalmából. A kolozsvári és misztótfalusi megemlékezések résztvevői a Teleki Magyar Házba is ellátogattak, ahol megtekintették Tőrös Gábor szoborterveit. Előadást tartott Balogh Béla történész-levéltáros.

## Művei
- A máramarosszigeti református líceum diáksága, 1682-1851; Tiszántúli Református Egyhkerületi és Kollégiumi Levéltár, Debrecen, 2000 (Editiones Archivi Districtus Reformatorum Transtibiscani)
- Balogh Béla–Oszóczki Kálmán: Bányászat és pénzverés a Gutin alatt. Nagybánya és környékének bányászata, ércfeldolgozása és pénzverése 1700 előtt; Miskolci Egyetem Könyvtár, Levéltár és Múzeum–Érc- és Ásványbányászati Múzeum, Miskolc–Rudabánya, 2001 (Közlemények a magyarországi ásványi nyersanyagok történetéből)
- Nagybányai boszorkányperek; szerk. Balogh Béla; Balassi, Bp., 2003 (A magyarországi boszorkányság forrásai)
- A máramarosszigeti református líceum története; Tiszántúli Református Egyházkerületi és Kollégiumi Levéltár, Debrecen, 2013 (Editiones Archivi Districtus Reformatorum Transtibiscani)